# Chariesthes somaliensis
Chariesthes somaliensis là một loài bọ cánh cứng trong họ Cerambycidae.